# La Brigada Tuitera
La Brigada Tuitera es el nombre con el que se conoce a un grupo de activistas que persiguen la mejora de la administración de justicia en España de acuerdo con los principios programáticos expuestos en su manifiesto (el "Manifiesto #T"). Conforme a dicho documento, básicamente los objetivos de la Brigada Tuitera son conseguir que la justicia española sea independiente, que cuente con los medios materiales y humanos necesarios, que sea cercana a los ciudadanos y que se erradiquen por completo las tasas judiciales establecidas por el exministro de justicia Alberto Ruiz-Gallardón. El fin último de estas acciones es acabar con la corrupción en España.

## Historia
El primer rastro que queda en la red de la existencia de un grupo denominado «La Brigada Tuitera» es un post (publicación en un blog) firmado por José Muelas Cerezuela y fechado el 17 de noviembre de 2013 con el título "Llamada y tropa" y cuyo contenido parece ser una cita modificada (o errónea) de la cita que el poeta José María Álvarez hace de un diálogo de la película "Murieron con las botas puestas" en su libro Museo de Cera:

«—El Regimiento emprende la marcha dentro de una hora. Puede venir con nosotros, si quiere.
—Pero, ¿a dónde va el Regimiento?
—Al infierno, Sam. O a la gloria. Depende de cada punto de vista»

El post citado se encuentra en una página web que es, supuestamente, el "Cuartel General" de la Brigada Tuitera y donde pueden seguirse con cierta exactitud cronológica las acciones que este grupo ha llevado a cabo hasta ahora.
Las reivindicaciones de la Brigada Tuitera han tenido una importante repercusión en los principales medios de comunicación españoles desde la dimisión de Alberto Ruiz Gallardón y su sustitución por el actual ministro de justicia Rafael Catalá Polo quien ha reconocido públicamente seguir «de forma cotidiana» las denuncias de este grupo de activistas ("húsares" en la jerga de la Brigada) elogiando públicamente su forma de actuar. Sus denuncias del mal funcionamiento y la escasez de medios con que cuenta la justicia en España han llevado a este grupo a las televisiones, radios y periódicos de más difusión del país.

### Campaña contra las tasas judiciales
La Brigada Tuitera comenzó sus actividades públicas contra las tasas judiciales desde el mismo momento de su creación mediante acciones coordinadas en redes sociales destinadas a presionar al ministerio de justicia y que han sido trending topic en Twitter en numerosas ocasiones. Con posterioridad y tras la eliminación de las tasas judiciales para las personas físicas, el grupo inició una serie de operaciones AFK destinadas a que los Parlamentos Autonómicos de España se pronunciasen contra el cobro de tasas judiciales a las ONG y a las pequeñas y medianas empresas y exigiesen al Gobierno su eliminación. Un texto uniforme de Proposición No de Ley (PNL) redactado por los "húsares" andaluces Enrique Hinojosa de Guzmán Alonso y Jaime Borrego Raya fue enviado a la práctica totalidad de los Parlamentos Autonómicos de España con los siguientes resultados:
- Andalucía: El 8 de octubre de 2015 el Parlamento Andaluz aprobó por 39 votos a favor, 33 abstenciones y 1 voto en contra[9] la Proposición No de Ley de la Brigada en un pleno al que asistieron miembros relevantes de la Brigada y en el que al menos dos de los oradores lucieron distintivos de pertenencia a la Brigada durante sus intervenciones. La proposición fue presentada por el grupo parlamentario de Ciudadanos.
- Aragón: El 19 de noviembre de 2015 las Cortes de Aragón aprobaron la Proposición No de Ley de la Brigada.[10] La moción fue presentada por el grupo Parlamentario de Podemos.
- Navarra: El 17 de diciembre de 2015 el Parlamento de Navarra aprobó una Declaración Institucional[11] en el sentido solicitado por la Brigada Tuitera. La moción fue presentada por el Grupo Parlamentario Socialistas de Navarra.
- Madrid: El 21 de enero de 2016 la Asamblea de Madrid aprobó una Proposición No de Ley[12] en idéntico sentido de las anteriores. La moción fue presentada por el grupo socialista y fue apoyada en bloque y de forma muy significativa por el propio Partido Popular.
- Euskadi: El 4 de febrero de 2016 el Parlamento Vasco aprobó una Proposición No de Ley[13] en el sentido solicitado por la Brigada Tuitera. La moción fue presentada por el Partido Socialista de Euskadi (PSE).
- Castilla-La Mancha: El 2 de marzo de 2016 las Cortes de Castilla-La Mancha aprobaron una Proposición No de Ley[14] en idéntico sentido que las anteriores. La moción fue presentada por el Partido Socialista.
- Canarias: El 3 de marzo de 2016 el Parlamento Canario aprobó una Proposición No de Ley[15] en idéntico sentido que las anteriores. La moción fue presentada por el grupo socialista.
- Comunidad Autónoma de la Región de Murcia (CARM): El 7 de abril la Asamblea Regional de la CARM aprobó por unanimidad,[16] incluidos los votos del Grupo Popular, una moción en idéntico sentido de las anteriores. La moción fue presentada por el grupo parlamentario de Podemos.

Finalmente, tras que se constituyeran las Cortes salidas de las elecciones generales celebradas el 20 de noviembre de 2015 el Grupo Parlamentario de Ciudadanos presentó una "Proposición de Ley" cuya toma en consideración fue votada positivamente por prácticamente la unanimidad de la Cámara incluido el Grupo Parlamentario Popular que fue el que aprobó la ley cuya modificación se solicitaba en esta sesión (323 votos a favor y 1 abstención). Varios de los oradores agradecieron públicamente la labor de la Brigada desde la tribuna y así consta en las actas del Diario de Sesiones del Congreso de los Diputados. La disolución de las Cámaras y la convocatoria de nuevas elecciones generales para el 26 de junio de 2016 impidió que la Proposición de Ley pudiese ser votada definitivamente para su aprobación y que decayese. 
El 29 de julio de 2016 se filtró a los medios de comunicación la sentencia del Tribunal Constitucional de fecha 21 de julio de 2016 por la que se estimaba parcialmente, por unanimidad, el recurso (Rec. Nº 973/2013) presentado por el Grupo Parlamentario Socialista del Congreso de los Diputados contra la Ley 10/2012, de 20 de noviembre, por la que se regulan determinadas tasas en el ámbito de la Administración de Justicia y del Instituto Nacional de Toxicología y Ciencias Forenses, declarando inconstitucional la previsión del artículo 7 de la ley, que en sus apartados 1 y 2 establecían las cuotas tributarias fijas y variables. La Brigada Tuitera ha valorado esta sentencia como «tardía» al tiempo que diversos medios de comunicación resaltaban el importante papel jugado por este grupo en la oposición a las tasas judiciales.
Las tasas judiciales no han sido erradicadas por completo y, por el momento, se desconoce si el grupo proseguirá su labor de oposición a las que aún sobreviven a la sentencia del Tribunal Constitucional.

### Campaña por la dotación de los medios necesarios para el buen funcionamiento de la administración de justicia
La Brigada Tuitera, en su campaña para dotar a la justicia española de los medios materiales necesarios, ha denunciado la situación de abandono y precariedad en que trabajan los juzgados y tribunales españoles, tratando de concienciar a la opinión pública sobre estos extremos. 

#### El problema LexNet
La Brigada ha denunciado reiteradamente la poca calidad, mal funcionamiento y defectuoso diseño del sistema de comunicaciones LexNet, cuyo uso ha sido impuesto obligatoriamente desde 1 de enero de 2016 instando una recogida de firmas para el establecimiento de una moratoria. La crisis alcanzó su punto culminante el 27 de julio de 2017 cuando uno de los más conocidos integrantes de la Brigada (José Muelas Cerezuela) puso en conocimiento del Ministerio de Justicia que el sistema presentaba un fallo crítico, fallo que dio lugar a que el entonces ministro de justicia Rafael Catalá Polo hubiese de comparecer ante la Comisión de Justicia del Congreso de urgencia. Todos los fallos y críticas al sistema, buena parte de ellos de ellos alentados desde la Brigada, generaron un amplio consenso respecto del mal funcionamiento y peligros de LexNet.

### Campaña por la independencia judicial
La Brigada Tuitera ha denunciado reiteradamente la falta de independencia del poder judicial en España, de  hecho este que ha sido puesto de relieve por multitud de operadores jurídicos. Igualmente ha señalado al sistema de comunicaciones LexNet como una amenaza grave para la independencia judicial en sesión abierta celebrada en la Real Academia de Jurisprudencia y Legislación de España el 12 de mayo de 2016 A la sesión, que fue presidida por el académico de número Andrés de la Oliva Santos y organizada por el miembro de la Sección de Derecho Procesal de la Academia José Muelas Cerezuela, asistieron numerosas personas así como asesores de Ministerio de Justicia. En ella se señalaron las deficiencias de LexNet y se dio a conocer la denuncia que, ante la Comisión Europea, fue presentada al día siguiente por el abogado y ponente ese día Javier de la Cueva.

## Formas de actuación
La Brigada Tuitera, según las manifestaciones realizadas por algunos de sus miembros más visibles, constituiría una "acción micropolítica" que aprovecharía las redes sociales para llevar a cabo dinámicas de enjambre en la forma descrita por Rickard Falkvinge en su libro "Swarmwise. The tactical manual to changing the world" o por Yochai Benkler en su libro La riqueza de las redes. Una aproximación a alguna de sus estrategias se ofrecieron en "Seminario20" un acto organizado por la Brigada. Las intervenciones en dicho seminario de algunos miembros de la Brigada como José Muelas Cerezuela hablando sobre inteligencia colectiva o Stéphane M. Grueso sobre activismo con el teléfono móvil pueden arrojar alguna luz sobre estos aspectos.
Las acciones en redes de la Brigada Tuitera se complementan con acciones en el mundo real (AFK) que han llevado a miembros del grupo ("húsares") a entrevistarse con prácticamente todos los partidos parlamentarios y extra-parlamentarios de España, asumiendo al parecer muchos de ellos los planteamientos del grupo e incluso luciendo distintivos del grupo durante sus intervenciones parlamentarias. 
Los aspectos jurídicos de las acciones de la Brigada Tuitera parecen fundamentarse principalmente sobre los post del catedrático de Derecho Procesal Andrés de la Oliva Santos, los del abogado y decano del Colegio de Cartagena José Muelas Cerezuela o los de la abogada y profesora de Derecho Verónica del Carpio, quienes son citados con mucha frecuencia. En sus post y tuits también se citan a menudo trabajos del profesor de Derecho Constitucional de la Universidad del País Vasco Eduardo Vírgala o de la fiscal Susana Gisbert. Otros activistas especialmente visibles son los abogados Ángel López González o Alfredo Herranz Asin, Jaime Borrego Raya o el procurador Enrique Hinojosa de Guzmán Alonso, aparentemente personas con gran influencia en el grupo que, según los propios datos que ellos facilitan, estaría compuesto en la actualidad por unas 8000 personas, en su mayor parte abogados, procuradores, jueces, fiscales y profesores y catedráticos de universidad junto con una porción no determinada de activistas ajenos a la actividad jurídica.